# خاره‌چسب‌های رودخانه
خاره‌چسب‌های رودخانه (نام علمی: Acroloxidae) نام یک تیره از کلاد هام‌شش‌داران است.